# Poleň
Poleň (en allemand : Pollin) est une commune du district de Klatovy, dans la région de Plzeň, en République tchèque. Sa population s'élevait à 282 habitants en 2021.

## Géographie
Poleň se trouve à 23 km au sud-est de Klatovy, à 38 km au sud-sud-ouest de Plzeň et à 117 km au sud-ouest de Prague.
La commune est limitée par Všepadly et Chudenice au nord, par Dolany et Klatovy à l'est, par Bezděkov au sud et par Černíkov à l'ouest.

## Histoire
La première mention écrite de la localité date de 1245.

## Administration
La commune se compose de cinq sections :
- Mlýnec
- Poleň
- Poleňka
- Pušperk
- Zdeslav

## Galerie

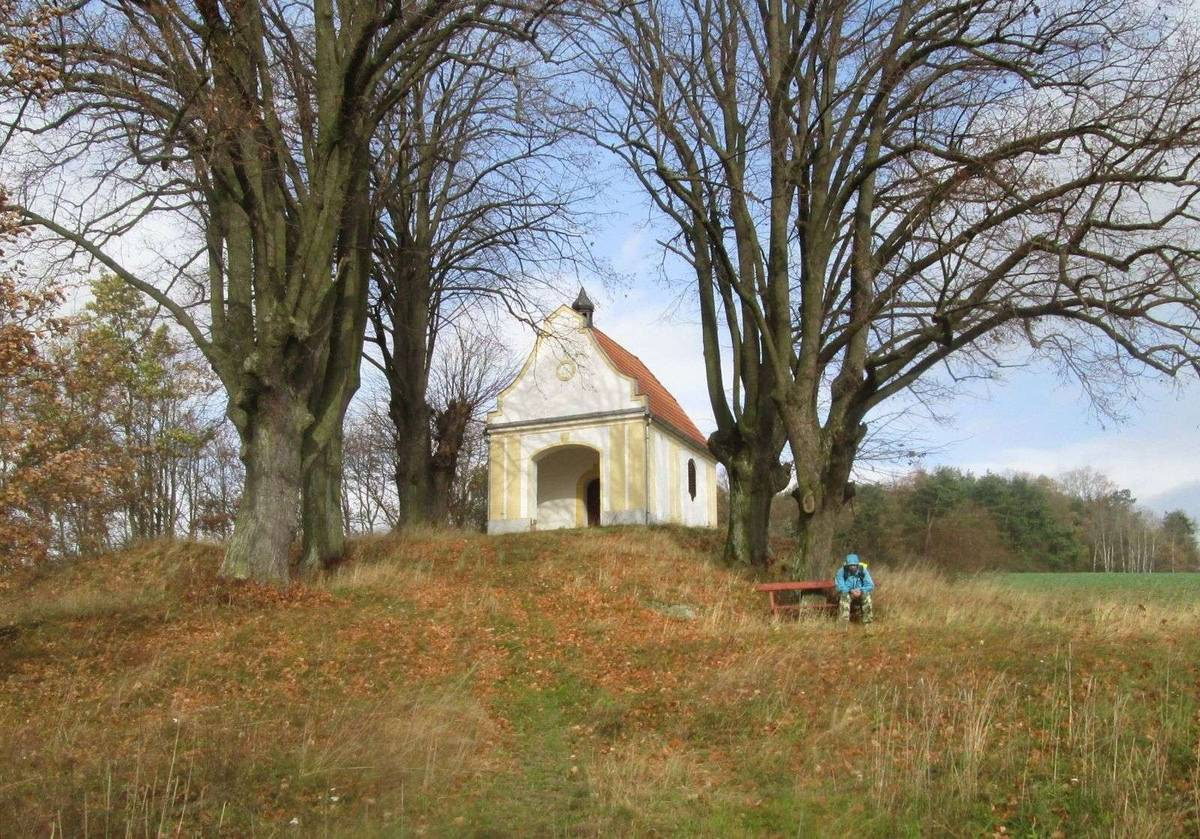
Chapelle à Zdeslavi.
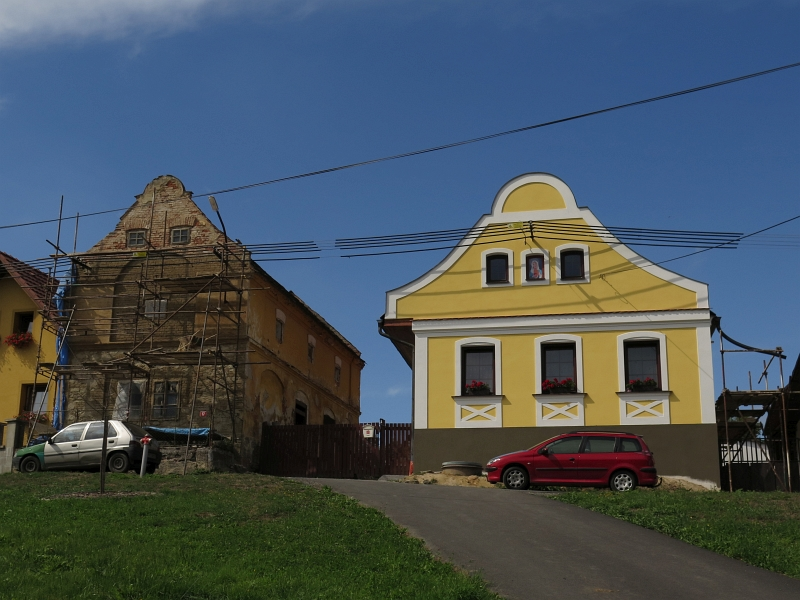
Centre de Poleňka.

## Transports
Par la route, Poleň se trouve à 13 km de Klatovy, à 46 km de Plzeň et à 134 km de Prague.